# 엘리오 비토리니

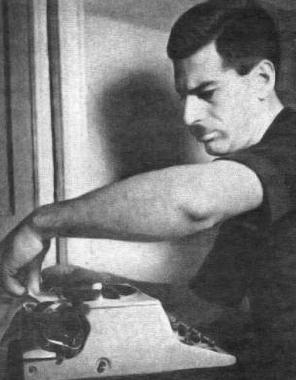

엘리오 비토리니(Elio Vittorini, 1908년 7월 23일 ~ 1966년 2월 12일)는 이탈리아의 소설가이다. 시칠리아섬 시라쿠사 시(市)에서 출생하였다. 공업학교를 졸업한 후 북부 이탈리아로 이주하여 공장 기사의 생활을 하면서 첫 작품 <소시민>(1931)을 발표하였다. 또한 영미 문학의 번역에 손을 댔고 특히 멜빌이나 포크너로부터 크게 영향을 받았다. 전쟁 중에는 지하조직에 참여, 저항 운동을 계속하여 파시즘 타도에 중요한 역할을 다하였다. 그동안의 경험이 독자적 문체를 낳게 하는 계기가 되어, <시칠리아에서의 대화>(1941)는 파베세의 작품과 더불어 네오리얼리즘 문학의 모체를 이루었다. 전후에는 <포리테크니코>, <메나보아>지(誌) 등의 주필이 되어 사르트르 헤밍웨이 등과 긴밀한 연락을 취하면서 이탈리아 문학계의 지도적 위치를 차지하였다. 그가 키우지 않은 전후(戰後)작가는 없다고 할 정도로 지도적 활동을 하였다. 대표작에는 <인간과 비인간>(1945), <붉은 카네이션>(1948) 등이 있다.